# Althaemenes maculalutea
Althaemenes maculalutea är en insektsart som först beskrevs av Wilhem de Haan 1842.  Althaemenes maculalutea ingår i släktet Althaemenes och familjen gräshoppor. Inga underarter finns listade i Catalogue of Life.